# پرواز شماره ۰۰۷ هواپیمایی کره

نقشه پرواز و مسیر انحرافی طی شده توسط هواپیمای مسافربری کره جنوبی

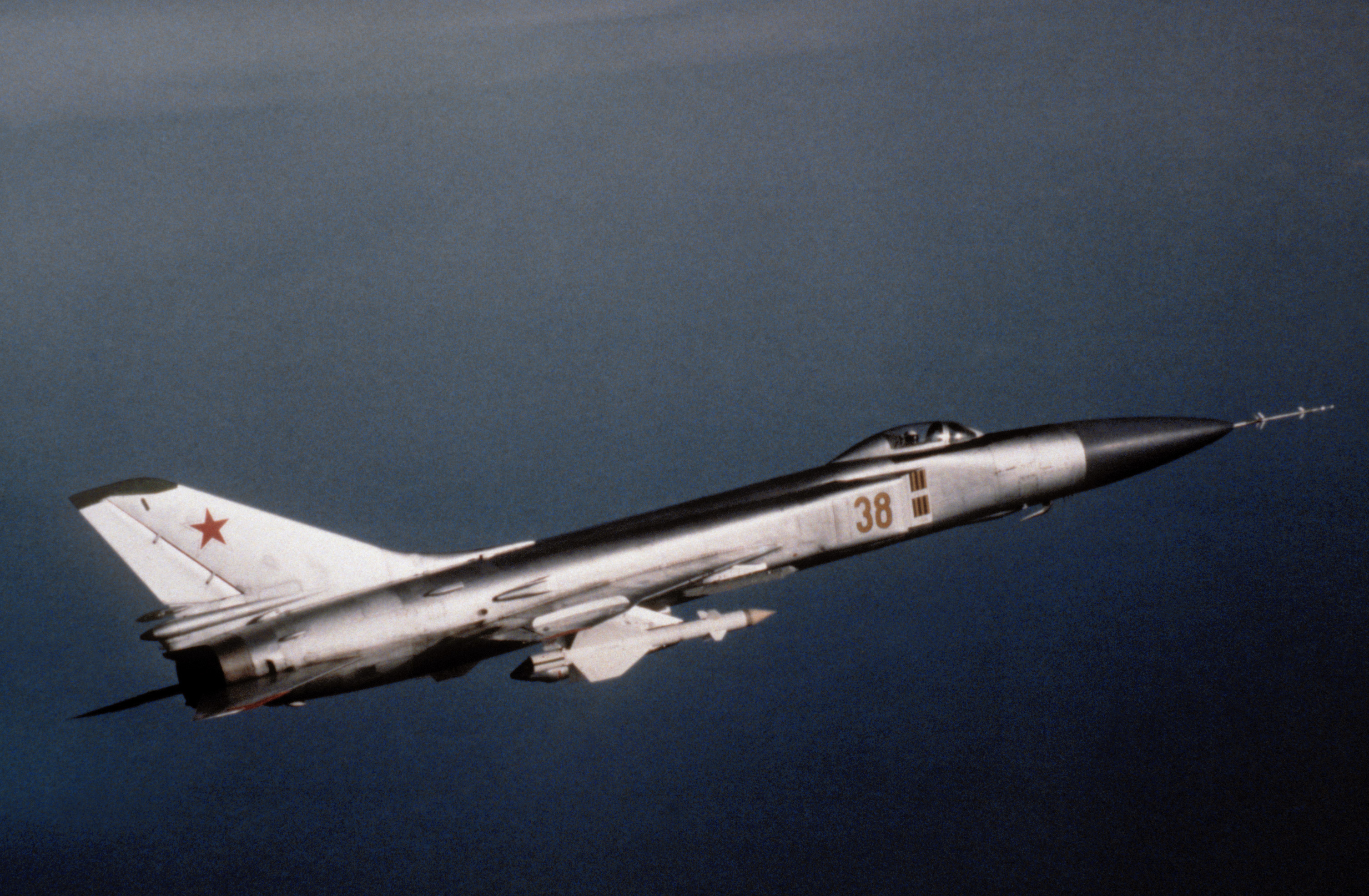
رهگیر سوخوی-۱۵ به‌همراه موشک آر-۹۸

شلیک به قصد کشت، روس‌ها (شوروی) یک هواپیمای مسافربری را نابود کردند (روی جلد مجله تایم).

پرواز شماره ۰۰۷ پروازی غیرنظامی متعلق به شرکت هواپیمایی کره جنوبی (KAL) در مسیر نیویورک- انکوریج- سئول بود که توسط نیروی هوایی شوروی در اولین روز سپتامبر ۱۹۸۳ مورد هدف موشک‌های سوخو-۱۵ قرار گرفته، سرنگون شد و همه ۲۶۹ مسافر و خدمه آن کشته شدند.نیروی هوایی شوروی اعلام داشت که هدف از سرنگونی بوئینگ ۷۴۷ مسافربری، تشخیص به عنوان هواپیمای جاسوسی ایالات متحده است.

## جزئیات پرواز
هواپیمای بوئینگ ۷۴۷ پرواز شماره ۰۰۷ (شماره سریال CN۲۰۵۵۹/۱۸۹) فرودگاه بین‌المللی جان اف کندی نیویورک را ۳۵ دقیقه پیش از زمان برنامه‌ریزی شده (ساعت ۲۳:۵۰ روز ۳۱ اوت به زمان محلی) به مقصد سئول در کره جنوبی ترک کرد.
پس از سوخت‌گیری مجدد در فروگاه بین‌المللی انکوریج در آلاسکا، هواپیما با ۲۴۰ مسافر و ۲۴ خدمه (ساعت ۱۳:۰۰ روز ۱ سپتامبر) عازم سئول شد. هواپیما به سمت غرب و سپس جنوب پرواز کرد تا در فرودگاه بین‌المللی گیمپو فرود آید، اما چرخش به سمت غرب بیش از مقدار معین بود و هواپیما به سمت آسمان شوروی منحرف شد و بر فراز آسمان جزیره استان کامچاتکا و حریم هوایی ممنوعه شوروی پرواز کرد. به علت اختلال در دستگاه‌های موقعیت‌یاب هواپیما، خلبان‌ها و برج کنترل پرواز از ورود هواپیما به حریم هوایی شوروی بی‌اطلاع بودند.
نیروی هوایی شوروی پس از یک ساعت تعقیب هواپیما روی رادار، دو فروند هواپیمای جنگنده سوخو-۱۵ را برای رهگیری پرواز ۰۰۷ به پرواز درآورد. مأموریت این هواپیماها رهگیری هواپیمای ناشناس، جمع‌آوری اطلاعات، اخطار به خلبان و اسکورت هواپیما به خارج از حریم هوایی شوروی بود. این دو جنگنده با پرواز در نزدیکی بوئینگ-۷۴۷ اقدام به شلیک نمادین مسلسل کردند تا توجه خلبان‌های هواپیمای کره‌ای را جلب کنند که موفقیتی در پی نداشت. در همین حال خلبان هواپیمای مسافربری برای صرفه‌جویی در مصرف سوخت پس از تماس با برج مراقبت توکیو اقدام به کاهش سرعت و افزایش ارتفاع پرواز کرد. این اقدام که باعث خروج هواپیمای کره‌ای از مسیر اسکورت جنگنده‌های سوخو گردید از دید خلبانان شوروی عملی تحریک آمیز تلقی شد و بر احتمال نظامی بودن آن افزود.
عدم موفقیت در شناسایی و تماس با هواپیما و عبور هواپیمای مسافربری از حریم هوایی ممنوعه استان کامچاتکا و استان ساخالین در شوروی، از دید مرکز فرماندهی پایگاه شرق دور در نیروی هوایی شوروی دلیل کافی برای نظامی یا تحریک آمیز بودن پرواز قلمداد شد. در پی این نتیجه‌گیری، یکی از جنگنده‌های سوخو دو موشک هوا-به-هوای کالینینگراد آر-۸ به سمت بوئینگ-۷۴۷ پرتاب کرد که باعث انفجار، سقوط و کشته شدن تمامی سرنشینان و خدمه پرواز شد.

## سرنشینان
سرنشینان دارای تابعیت کشورهای زیر بودند:
- کره جنوبی ۱۰۵ نفر {۷۶ مسافر، ۲۳ خدمه پروازی و ۶ خدمه خارج از خدمت}
- ایالات متحده آمریکا ۶۲ نفر {از جمله:لری مک‌دانلد}
- ژاپن ۲۸ نفر
- تایوان ۲۳ نفر
- فیلیپین ۱۶ نفر
- هنگ کنگ ۱۲ نفر
- کانادا ۸ نفر
- تایلند ۵ نفر
- استرالیا ۲ نفر
- بریتانیا ۲ نفر
- ایران ۱ نفر
- جمهوری دومینیکن ۱ نفر
- هند ۱ نفر
- مالزی ۱ نفر
- سوئد ۱ نفر
- ویتنام ۱ نفر